# Niederelsungen
Niederelsungen ist ein Stadtteil der Stadt Wolfhagen im nordhessischen Landkreis Kassel. Der Ort liegt in einem Tal, etwa einen Kilometer südlich der Bundesautobahn 44 Abfahrt Breuna und circa sieben Kilometer nordnordöstlich der Kernstadt.

## Geschichte

### Ortsgeschichte
Die älteste bekannte schriftliche Erwähnung von Niederelsungen erfolgte unter dem Namen Elisungun und wird in die Zeit 775–800 datiert und geht auf ein Güterverzeichnis des Klosters Hersfeld zurück. Allerdings wurde in dieser Erwähnung nicht zwischen Nieder- und Oberelsungen unterschieden. Wie auch in anderen urkundlichen Belegungen dieser Zeit bleibt offen, welches Elsungen gemeint ist, oder ob beide Elsungen als gemeinschaftliches Eigentum eines Herrschers bzw. Klosters genannt werden. Spätere urkundliche Erwähnungen von Niederelsungen finden sich vielfach, allerdings meist geringfügig wechselnden Variationen des Ortsnamens.
Herzog Eberhard von Franken erhielt Elsungen durch einen Tausch mit dem Kloster Fulda. 965 bekam das Magdeburger Moritzstift den Königshof Rösebeck von Kaiser Otto I. geschenkt und gelangte so in den Besitz von Elsungen. 1261 findet sich erstmals der Name „Nitherenelsingen“ in einem westfälischen Verzeichnis. 1262 wurde erstmals ein Pfarrer erwähnt. 1306 erhielten die hessischen Landgrafen je die Hälfte beider Orte als kurmainzisches Lehen, die andere Hälfte erhielten die Herren von Calenberg. Die Dörfer und Gerichte Nieder- und Oberelsungen gehörten zur Burg Schartenberg. Klöster in der Region wie Volkhardinghausen, Ahnaberg, Weißenstein, Hasungen und Eppenberg hatten ebenfalls Besitz oder Einkünfte in Niederelsungen. Besitzungen hatten auch die Herren von der Malsburg, die Herren von Twiste und die Herren von Ehringen; ihr Einfluss war jedoch ohne große Bedeutung.
1457 ging die Hälfte des Besitzes der Rave (Rabe) von Calenberg durch Kauf an Heinrich V. von Gudenberg aus dem Geschlecht derer von Gudenberg über. 1464 belehnte der hessische Landgraf die Herren von Stockhausen mit seiner Hälfte; dieses Lehen erhielt 1471 ebenfalls Heinrich von Gudenberg. Nach dem Aussterben der Gudenberger im Jahre 1534 erhielten die Herren von Schartenberg das Lehen. 1594 erwarb Hessen drei Viertel des Besitzes der Herren von Schartenberg und vergab das verbleibende Viertel an die Herren von der Malsburg.
Hessische Gebietsreform (1970–1977)
Zum 1. Februar 1971 wurde die bis dahin selbständige Gemeinde Niederelsungen im Zuge der Gebietsreform in Hessen auf freiwilliger Basis in die Stadt Wolfhagen eingemeindet. Für Niederelsungen wurde, wie für alle nach Wolfhagen eingegliederten Gemeinden, ein Ortsbezirk mit Ortsbeirat und Ortsvorsteher nach der Hessischen Gemeindeordnung eingerichtet.

### Verwaltungsgeschichte im Überblick
Die folgende Liste zeigt die Staaten und Verwaltungseinheiten, denen Niederelsungen angehört(e):
- vor 1567: Heiliges Römisches Reich, Landgrafschaft Hessen, Amt Zierenberg
- ab 1567: Heiliges Römisches Reich, Landgrafschaft Hessen-Kassel, Amt Zierenberg
- 1787: Heiliges Römisches Reich, Landgrafschaft Hessen-Kassel, Amt Zierenberg
- ab 1806: Landgrafschaft Hessen-Kassel, Amt Zierenberg
- 1807–1813: Königreich Westphalen, Departement der Fulda, Distrikt Kassel, Kanton Wolfhagen
- ab 1815: Kurfürstentum Hessen, Niederhessen, Amt Zierenberg[10]
- ab 1821/22: Kurfürstentum Hessen, Provinz Niederhessen, Kreis Wolfhagen[11][Anm. 1]
- ab 1848: Kurfürstentum Hessen, Bezirk Kassel
- ab 1851: Kurfürstentum Hessen, Provinz Niederhessen, Kreis Wolfhagen
- ab 1867: Königreich Preußen, Provinz Hessen-Nassau, Regierungsbezirk Kassel, Kreis Wolfhagen
- ab 1871: Deutsches Reich, Königreich Preußen, Provinz Hessen-Nassau, Regierungsbezirk Kassel, Kreis Wolfhagen
- ab 1918: Deutsches Reich, Freistaat Preußen, Provinz Hessen-Nassau, Regierungsbezirk Kassel, Kreis Wolfhagen
- ab 1944: Deutsches Reich, Freistaat Preußen, Provinz Kurhessen, Landkreis Wolfhagen
- ab 1945: Deutsches Reich, Amerikanische Besatzungszone, Groß-Hessen, Regierungsbezirk Kassel, Landkreis Wolfhagen
- ab 1946: Deutsches Reich, Amerikanische Besatzungszone, Hessen, Regierungsbezirk Kassel, Landkreis Wolfhagen
- ab 1949: Bundesrepublik Deutschland, Hessen, Regierungsbezirk Kassel, Landkreis Wolfhagen
- ab 1971: Bundesrepublik Deutschland, Hessen, Regierungsbezirk Kassel, Landkreis Wolfhagen, Stadt Wolfhagen
- ab 1972: Bundesrepublik Deutschland, Hessen, Regierungsbezirk Kassel, Landkreis Kassel, Stadt Wolfhagen

## Bevölkerung

### Einwohnerstruktur 2011
Nach den Erhebungen des Zensus 2011 lebten am Stichtag, dem 9. Mai 2011, in Niederelsungen 897 Einwohner. Darunter waren 9 (1,0 %) Ausländer. Nach dem Lebensalter waren 132 Einwohner unter 18 Jahren, 360 zwischen 18 und 49, 192 zwischen 50 und 64 und 213 Einwohner waren älter. Die Einwohner lebten in 384 Haushalten. Davon waren 102 Singlehaushalte, 117 Paare ohne Kinder und 114 Paare mit Kindern, sowie 48 Alleinerziehende und 3 Wohngemeinschaften. In 93 Haushalten lebten ausschließlich Senioren und in 240 Haushaltungen lebten keine Senioren.

### Einwohnerentwicklung
- 1585: 50 Haushaltungen[1]
- 1747: 98 Haushaltungen[1]

| Niederelsungen: Einwohnerzahlen von 1834 bis 2020 | Niederelsungen: Einwohnerzahlen von 1834 bis 2020 | Niederelsungen: Einwohnerzahlen von 1834 bis 2020 | Niederelsungen: Einwohnerzahlen von 1834 bis 2020 | Niederelsungen: Einwohnerzahlen von 1834 bis 2020 |
| --- | ------------------------------------------------- | ------------------------------------------------- | ------------------------------------------------- | ------------------------------------------------- |
| Jahr |                                                   |                                                   |                                                   | Einwohner                                         |
| 1834 | 1834                                              |                                                   | 799                                               | 799                                               |
| 1840 | 1840                                              |                                                   | 816                                               | 816                                               |
| 1846 | 1846                                              |                                                   | 857                                               | 857                                               |
| 1852 | 1852                                              |                                                   | 828                                               | 828                                               |
| 1858 | 1858                                              |                                                   | 808                                               | 808                                               |
| 1864 | 1864                                              |                                                   | 896                                               | 896                                               |
| 1871 | 1871                                              |                                                   | 772                                               | 772                                               |
| 1875 | 1875                                              |                                                   | 684                                               | 684                                               |
| 1885 | 1885                                              |                                                   | 692                                               | 692                                               |
| 1895 | 1895                                              |                                                   | 790                                               | 790                                               |
| 1905 | 1905                                              |                                                   | 773                                               | 773                                               |
| 1910 | 1910                                              |                                                   | 683                                               | 683                                               |
| 1925 | 1925                                              |                                                   | 701                                               | 701                                               |
| 1939 | 1939                                              |                                                   | 701                                               | 701                                               |
| 1946 | 1946                                              |                                                   | 1.123                                             | 1.123                                             |
| 1950 | 1950                                              |                                                   | 1.060                                             | 1.060                                             |
| 1956 | 1956                                              |                                                   | 887                                               | 887                                               |
| 1961 | 1961                                              |                                                   | 869                                               | 869                                               |
| 1967 | 1967                                              |                                                   | 895                                               | 895                                               |
| 1970 | 1970                                              |                                                   | 902                                               | 902                                               |
| 1980 | 1980                                              |                                                   | ?                                                 | ?                                                 |
| 1990 | 1990                                              |                                                   | ?                                                 | ?                                                 |
| 2000 | 2000                                              |                                                   | ?                                                 | ?                                                 |
| 2011 | 2011                                              |                                                   | 897                                               | 897                                               |
| 2014 | 2014                                              |                                                   | 905                                               | 905                                               |
| 2020 | 2020                                              |                                                   | 861                                               | 861                                               |
| Datenquelle: Historisches Gemeindeverzeichnis für Hessen: Die Bevölkerung der Gemeinden 1834 bis 1967. Wiesbaden: Hessisches Statistisches Landesamt, 1968. Weitere Quellen: bis 1970; Stadt Wolfhagen; Zensus 2011 |                                                   |                                                   |                                                   |                                                   |

### Historische Religionszugehörigkeit
| • 1834: | 678 evangelische (= 97,86 %), ein katholischer (= 0,14 %), 13 jüdische (= 1,88 %) Einwohner |
| • 1961: | 784 evangelische (= 91,37 %), 72 katholische (= 8,29 %) Einwohner                           |

## Politik
Für Niederelsungen besteht ein Ortsbezirk (Gebiete der ehemaligen Gemeinde Niederelsungen) mit Ortsbeirat und Ortsvorsteher nach der Hessischen Gemeindeordnung.
Der Ortsbeirat besteht aus neun Mitgliedern. Bei den Kommunalwahlen in Hessen 2021 betrug die Wahlbeteiligung zum Ortsbeirat 68,47 %. Alle Kandidaten gehörten der „Niederelsunger Liste“ an. Der Ortsbeirat wählte Axel Götte zum Ortsvorsteher.

## Kultur und Sehenswürdigkeiten
Kirche
Die frühgotische Kirche mit romanischen Turm und barockem Dachreiter wurde bereits im 13. Jahrhundert erbaut. Sie ist das weithin sichtbare Wahrzeichen des Wolfhager Ortsteils.
Waldbühne
Im Jahre 1949 wurde die Waldbühne, eine Freilichtbühne, gegründet. Sie hat mehr als 1300 Sitzplätze. Gründer war Erich Oberlist, nach dem sie auch benannt wurde: „Spielgemeinschaft Waldbühne Erich Oberlist Niederelsungen e. V.“